# Klicko (Ukraina)
Klicko (ukr. Кліцько) – wieś na Ukrainie w rejonie lwowskim (wcześniej w rejonie gródeckim) należącym do obwodu lwowskiego.

## Historia
Dawniej wieś w powiecie rudeckim.